# Leucopsacus
Leucopsacus är ett släkte av svampdjur. Leucopsacus ingår i familjen Leucopsacidae.
Kladogram enligt Catalogue of Life:
| Leucopsacus | \| \| Leucopsacus ingolfi \| \| \| \| \| \| Leucopsacus orthodocus \| \| \| \| \| \| Leucopsacus scoliodocus \| \| \| \| |
|             | \| \| Leucopsacus ingolfi \| \| \| \| \| \| Leucopsacus orthodocus \| \| \| \| \| \| Leucopsacus scoliodocus \| \| \| \| |
|             | Chaunoplectella |
|             | |
|             | Oopsacas |
|             | |
|             | Leucopsacus ingolfi |
|             | |
|             | Leucopsacus orthodocus                                                                                                   |
|             | |
|             | Leucopsacus scoliodocus                                                                                                  |
|             | |

|  | Leucopsacus ingolfi     |
|  |                         |
|  | Leucopsacus orthodocus  |
|  |                         |
|  | Leucopsacus scoliodocus |
|  |                         |